# Alma Cogan
Alma Angela Cohen (Whitechapel, 19  de maio de 1932 — Londres, 26 de outubro de 1966), mais conhecida como Alma Cogan, foi uma cantora inglesa. Liderou por duas semanas a parada musicial UK Singles Chart em 1955 com a canção Dreamboat.

## Discografia
- I Love to Sing (1958)
- With You in Mind (1961)
- How About Love? (1962)
- Oliver! (1965)
- Alma (1967)
- Alma Cogan in 'Julie' (2010)